# Astragalus pavlovianus
Astragalus pavlovianus là một loài thực vật có hoa trong họ Đậu. Loài này được Gamajun. miêu tả khoa học đầu tiên.